# Salas de los Infantes
Salas de los Infantes es un municipio y localidad española de la provincia de Burgos, en la comunidad autónoma de Castilla y León. Es la capital de la comarca de la Sierra de la Demanda y cabecera del partido judicial de su nombre.
El municipio de Salas de los Infantes incluye las poblaciones de Arroyo de Salas, Castrovido, Hoyuelos de la Sierra y Terrazas.

## Geografía

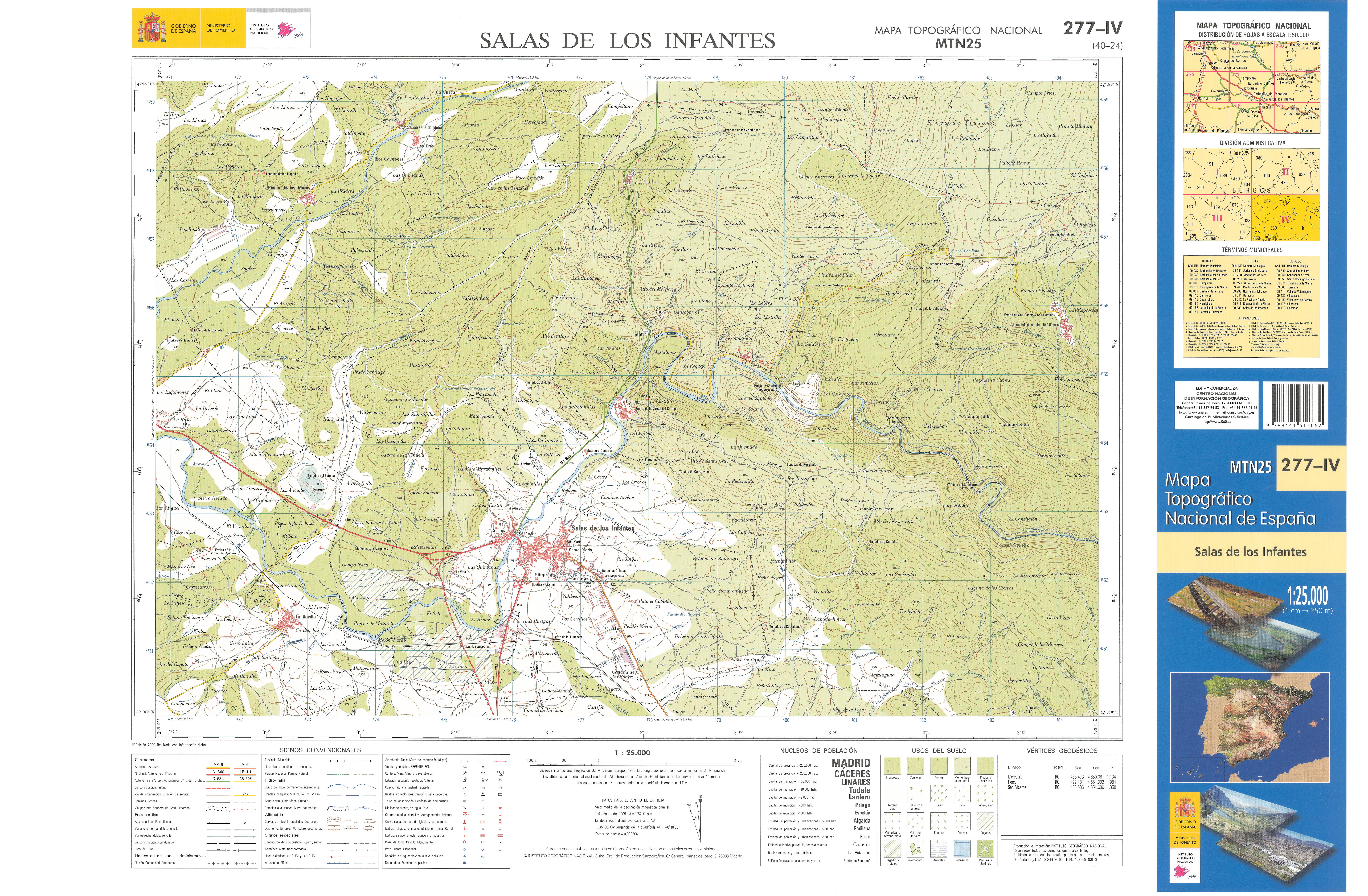
Fragmento de la hoja 277 del Mapa Topográfico Nacional de España de 2009 en el que se representa Salas de los Infantes

Integrado en la comarca de Sierra de la Demanda, de la que ejerce de capital, se sitúa a 56 kilómetros de la capital burgalesa. 
El término municipal está atravesado por la carretera N-234, entre los pK 437 y 439, por la carretera autonómica CL-117, que conecta con Quintanar de la Sierra, y por la carretera provincial BU-825, que se dirige hacia Barbadillo del Pez, además de por una carretera local que conecta la pedanía de Castrovido con Monasterio de la Sierra. 
El relieve del municipio está definido por el valle del río Arlanza y las  montañas que lo limitan. El río Arlanza entra en el territorio por la pedanía de Castrovido y sale por el municipio de La Revilla y Ahedo, pasando por el centro urbano.  Además, el río Pedroso, hace de límite con Vizcaínos en el exclave de Hoyuelos de la Sierra. El territorio es disperso por sus pedanías, de forma que la altitud oscila entre los 1434 metros (pico Humarrero), en el límite con Valle de Valdelaguna, y los 940 metros a orillas del río Arlanza. El pueblo se alza a 964 metros sobre el nivel del mar. 
| Noroeste: Comunidad de Barbadillo del Mercado, La Revilla y Ahedo y Pinilla de los Moros                                             | Norte: Ledanía de Castrillo de la Reina, Hacinas y Salas de los Infantes | Nordeste: Ledanía de Castrillo de la Reina, Hacinas y Salas de los Infantes |
| Oeste: La Revilla y Ahedo | | Este: Ledanía de Castrillo de la Reina, Hacinas y Salas de los Infantes     |
| Suroeste: Comunidad de Barbadillo del Mercado, La Revilla y Ahedo, Salas de los Infantes y Villanueva de Carazo y La Revilla y Ahedo | Sur: Ledanía de Castrillo de la Reina, Hacinas y Salas de los Infantes, Ledanía de Hacinas y Salas de los Infantes, Comunidad de Barbadillo del Mercado, Hacinas, La Revilla y Ahedo, Salas de los Infantes y Villanueva de Carazo | Sureste: Ledanía de Castrillo de la Reina, Hacinas y Salas de los Infantes  |

Además, la pedanía de Hoyuelos de la Sierra limita con Vizcaínos, Barbadillo del Pez y Valle de Valdelaguna. 

## Historia

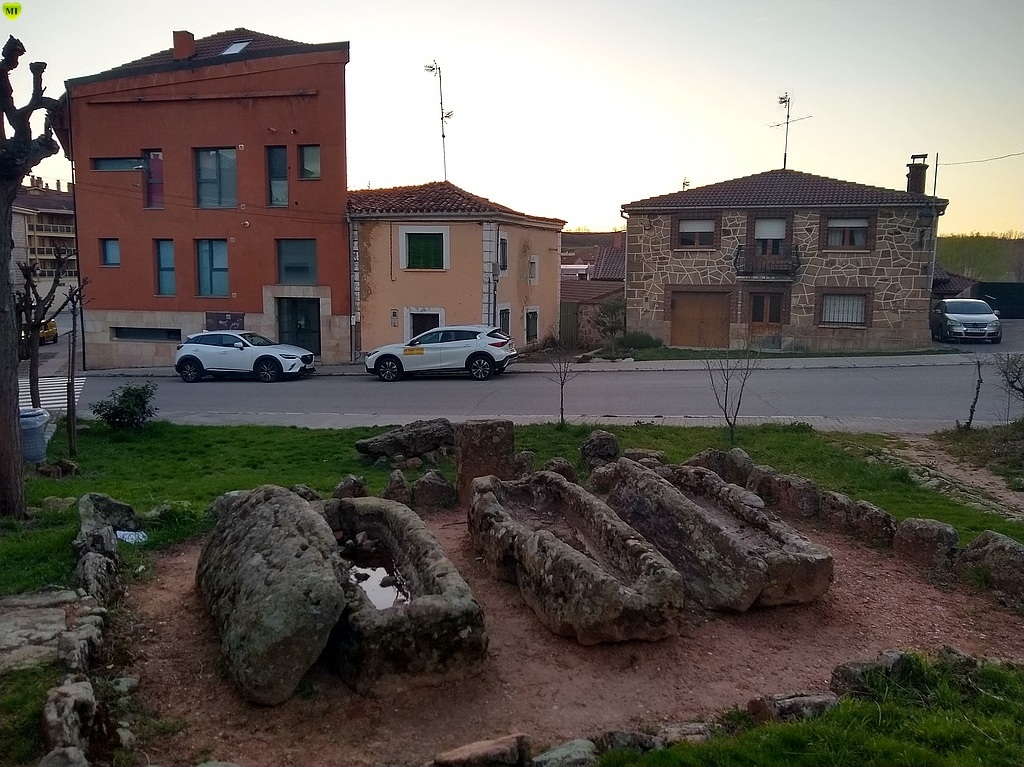
Tumbas antropomorfas próximas a la iglesia de Santa María

El territorio donde hoy está Salas fue habitado por la tribu celtíbera de los Pelendones, que ocupaban un castro en una colina, hasta la llegada de los romanos, que establecieron un asentamiento en la orilla del río. Dentro del municipio, en la vecina localidad de Castrovido, también había otro asentamiento celtíbero.
En el año 974 García Fernández fundó la ciudad de Salas, que posteriormente sería llamada de los Infantes en recuerdo a los Siete infantes de Lara, famosos por un cantar de gesta y también en romances populares. Buena parte de su desarrollo se realiza en este pueblo y los de su entorno como Barbadillo del Mercado, Vilviestre del Pinar y Canicosa de la Sierra. Es citado por Ramón Menéndez Pidal en su obra La leyenda de los infantes de Lara. 
Para proteger el asentamiento de Salas se construyó en esta misma época el cercano castillo de Castrovido.
En 1380, don Pedro Fernández de Velasco y Castañeda, señor de Briviesca y Medina de Pomar, fundó el mayorazgo de Salas de los Infantes, señorío heredado de su madre doña Mayor de Castañeda, permaneciendo entre las numerosas posesiones del linaje de los Velasco, condestables de Castilla, duques de Frías, condes de Haro, etcétera.
Tuvo lugar, durante los siglos XVI, XVII y XVIII en todo el país la llamada carrera de Indias. Salas no fue ajena a este fenómeno y así encontramos al serranomatiego Pedro de los Mozos, hijo de Sebastián de los Mozos y de María de Pascuala, marchando al Perú.
En 1813, Salas de los Infantes fue la sede de la Junta Superior de la Provincia de Burgos, al frente de la que estaba el Marqués de Barriolucio.
Es cabeza de partido judicial desde 1834.
El Románico de la Sierra de la Demanda puede disfrutarse en algunas localidades de la comarca o el Camino de San Olav (con rótulos en castellano, noruego e inglés).
La localidad llegó a contar con una estación de ferrocarril perteneciente a la línea Santander-Mediterráneo, que estuvo operativa entre 1930 y 1985.

## Demografía
Salas de los Infantes cuenta con una población de 1988 habitantes (INE 2024).
| Gráfica de evolución demográfica de Salas de los Infantes entre 1842 y 2021 |
| |
| Población de derecho según los censos de población del INE. Población de hecho según los censos de población del INE.Entre el censo de 1981 y el anterior, crece el término del municipio porque incorpora a Castrovido y Hoyuelos de la Sierra. Entre el censo de 1857 y el anterior, disminuye el término del municipio porque independiza a Quintanalara. Entre el censo de 1877 y el anterior, disminuye el término del municipio porque independiza a La Revilla. |

## Comunicaciones
Cruce de caminos en consonancia con su condición de cabecera comarcal:
- N-234 de Sagunto a Burgos.
- BU-825 a Castrovido y puerto de El Manquillo (1415 m s. n. m.).
- CL-117 a Quintanar de la Sierra y Abejar.

En 2011 se aprobó el proyecto de construcción de la variante sur de Salas, que unirá la N-234 con la CL-117. Tendrá un trazado de unos 4 km y costará en torno a los 8 millones de euros.
Servicio de autobuses a Madrid, Aranda de Duero, Regumiel de la Sierra, Burgos, Soria, Pinilla de los Barruecos y Rabanera del Pinar.

## Administración y política

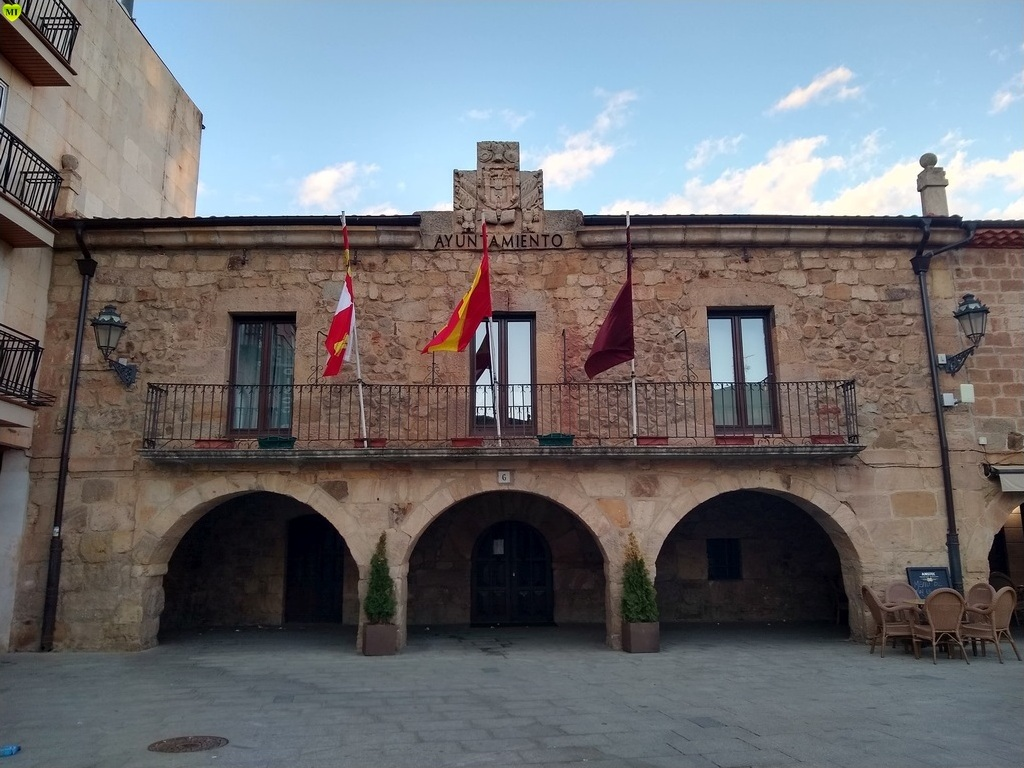
Casa consistorial

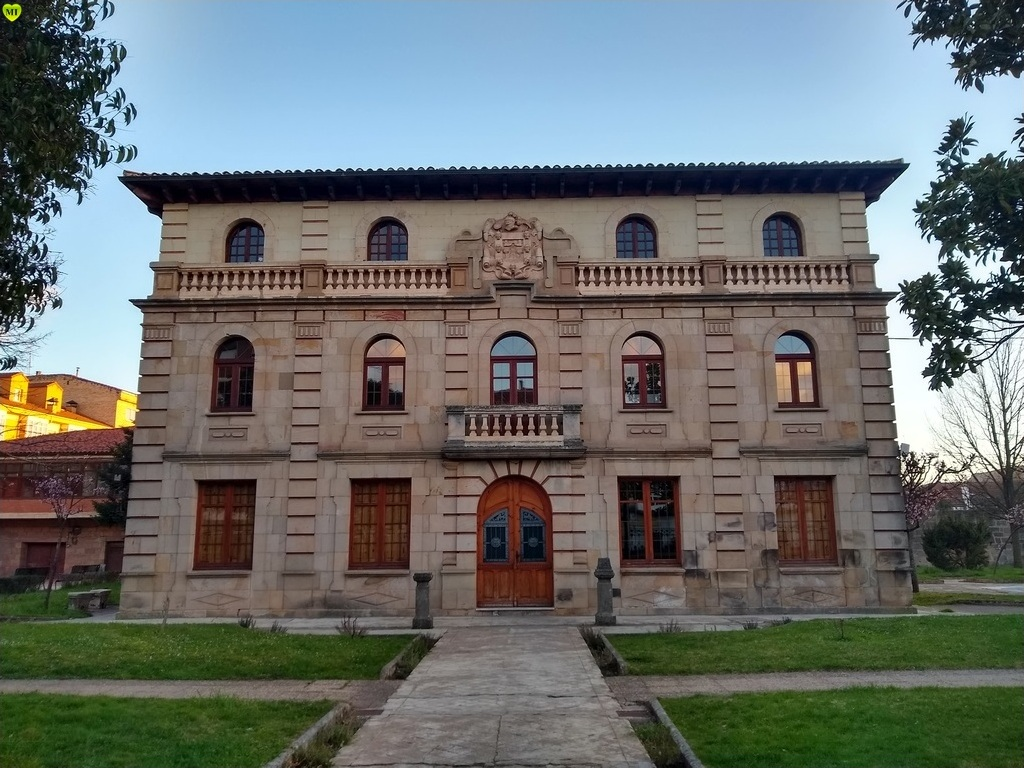
Palacio Municipal de Cultura

| Periodo   | Nombre                                                                 | Partido                |
| --------- | ---------------------------------------------------------------------- | ---------------------- |
| 1979-1983 | Jesús Luis Caridad Encabo (20.04.79 al 3.05.79) / Julián Ruiz Molinero | independiente/UCD      |
| 1983-1987 | Romualdo Pino Rojo                                                     | AP                     |
| 1987-1991 | Romualdo Pino Rojo                                                     | PP                     |
| 1991-1995 | Romualdo Pino Rojo                                                     | PP                     |
| 1995-1999 | Romualdo Pino Rojo                                                     | PP                     |
| 1999-2003 | Víctor Urién Montero                                                   | ACS (partido político) |
| 2003-2007 | Fernando Castaño Camarero                                              | PP                     |
| 2007-2011 | Fernando Castaño Camarero                                              | PP                     |
| 2011-2015 | Marta Arroyo Ortega                                                    | PP                     |
| 2015-2019 | Marta Arroyo Ortega                                                    | PP                     |
| 2019-2023 | Francisco Azúa García                                                  | PP                     |
| 2023-act. | Inmaculada Marcos Martín                                               | ACS (partido político) |

## Cultura

### Patrimonio
- Iglesia de Santa María.
- Iglesia de Santa Cecilia
- Ermita de San Roque.
- Ermita de San Isidro.
- Plaza Mayor.
- Fuente de la Loma.

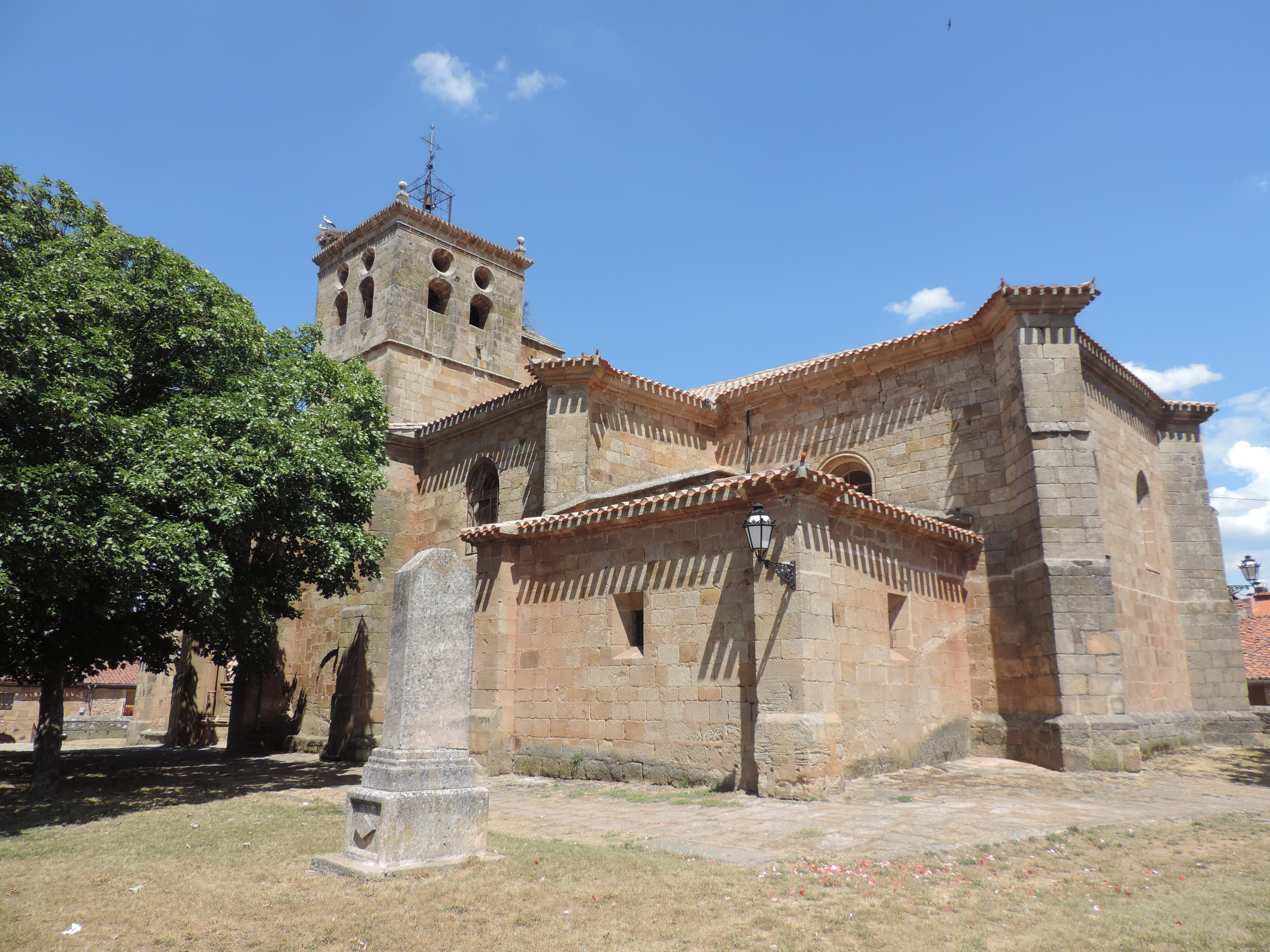
Iglesia parroquial de Santa María

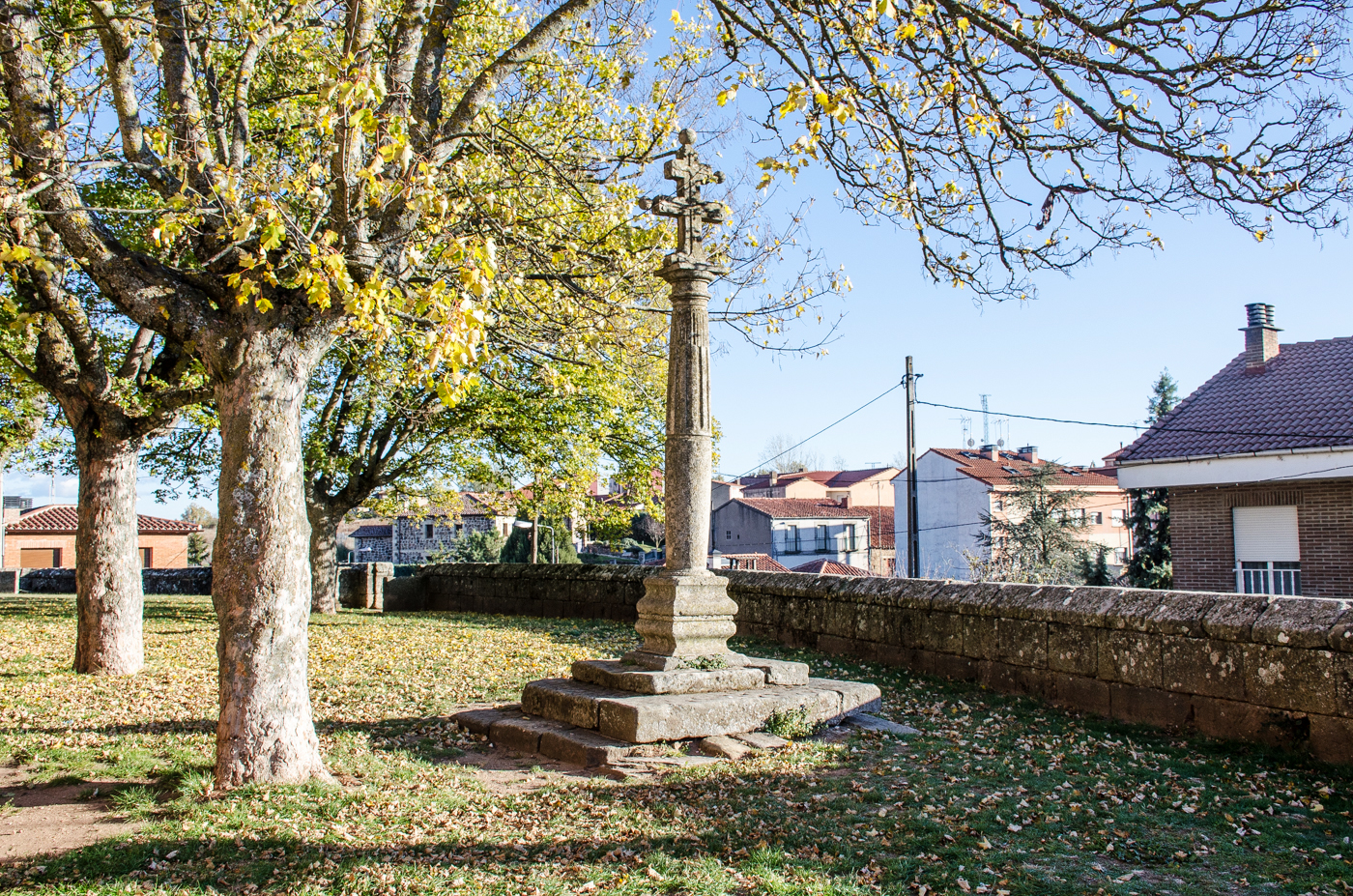
Crucero, tal vez antiguo rollo de justicia, ubicado en el patio sur de la iglesia de Santa María

- Yacimiento de icnitas de dinosaurios Costalomo.
- Eremitorio altomedieval Peña Rota.

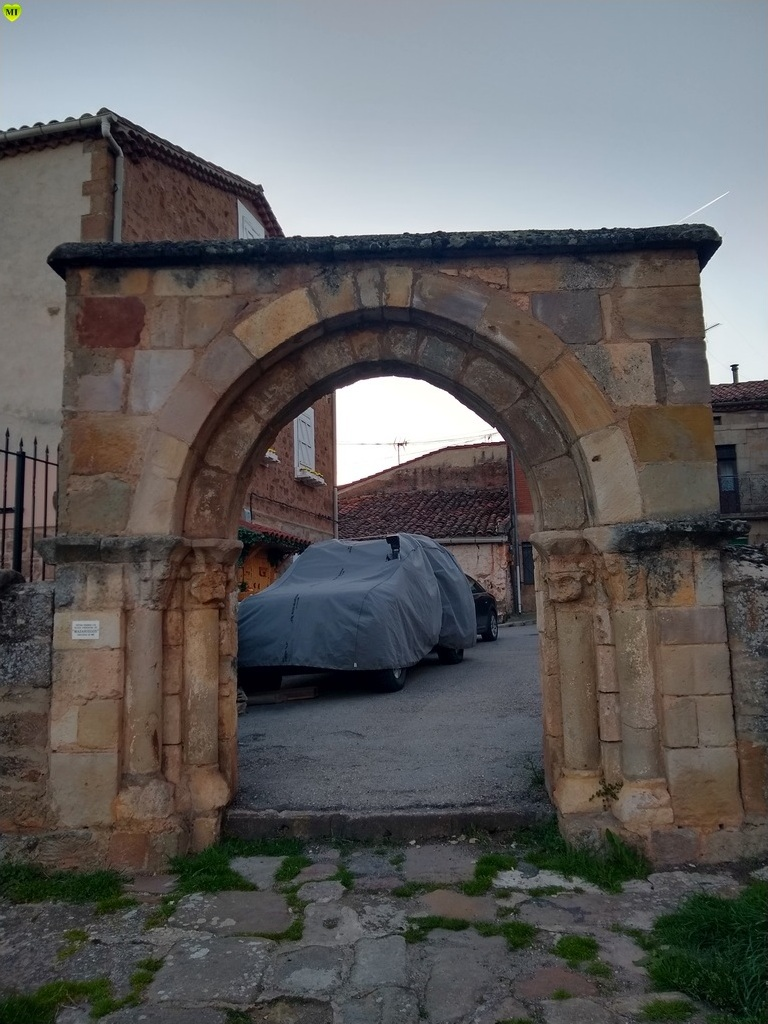
Junto a la iglesia de Santa Cecilia, está la portada románica del procedente de la iglesia parroquial de Mazariegos y trasladada en 1980

- Crucero, tal vez antiguo rollo de justicia, ubicado en el patio de la iglesia de Santa María.

### Museo de Dinosaurios

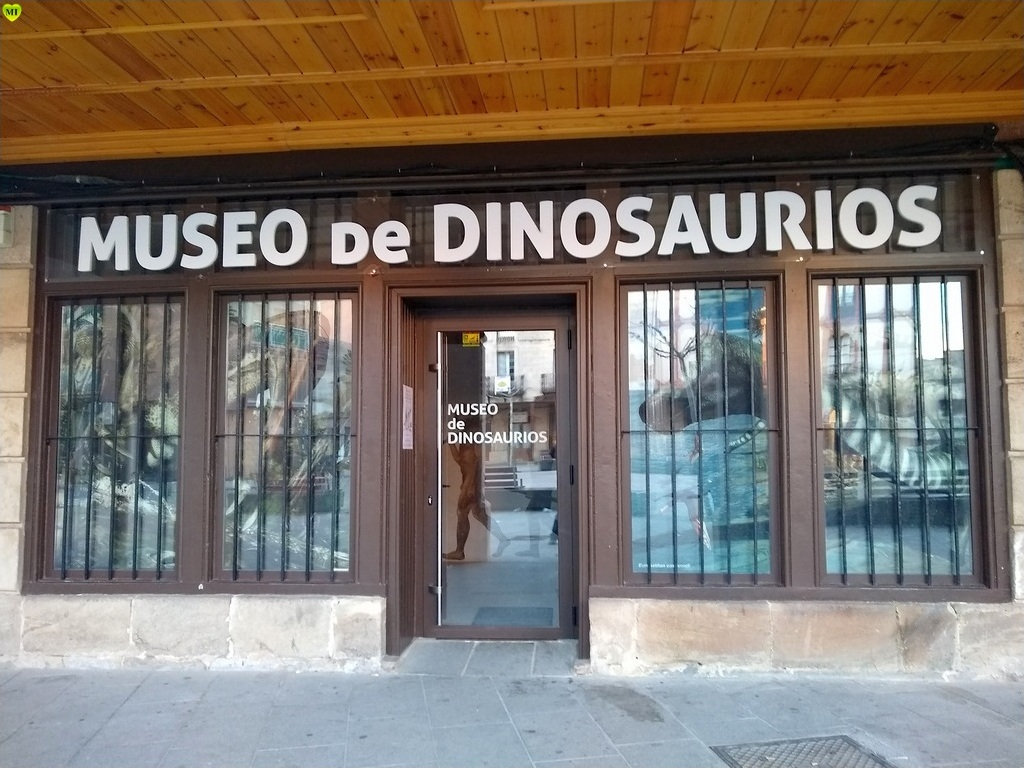
Museo de los Dinosaurios

Especializado en paleontología e inaugurado en 2001, después de que el CAS (Colectivo Arqueológico-Paleontológico Salense) llevara 26 años trabajando en pro de la paleontología. En 2001 el colectivo donó todos sus fondos al Ayuntamiento de Salas, para que se expusieran en este museo. Hoy en día, en esta localidad se celebran unas importantes jornadas internacionales sobre paleontología, que organiza este colectivo.
En 2004, nace la Fundación para el estudio de los Dinosaurios en Castilla y León cuyos fines principales son promocionar, gestionar y divulgar el Museo de Dinosaurios de Salas de los Infantes, y con ello, el rico patrimonio arqueológico de la zona. Desde 1999, Salas organiza las Jornadas Internacionales sobre Paleontología de Dinosaurios.

### Fiestas y eventos
- Nuestra Señora de la Asunción y San Roque (14 a 17 de agosto).
- Fiestas de Gracias (lunes de septiembre anterior a San Mateo)
- Fiesta de Santa Cecilia en el barrio de Costana (22 y 23 de noviembre)
- Fiesta de La Inmaculada en el barrio de Santa María (7 y 8 de diciembre)
- Fiesta locales en los barrios de Arroyo de Salas, Castrovido y Terrazas durante el verano
- Jornadas Internacionales sobre Paleontología de Dinosaurios (bienales, en septiembre).

## Personas destacadas
Jesús Puente
Pacheta